# دی‌ان‌ای مکمل

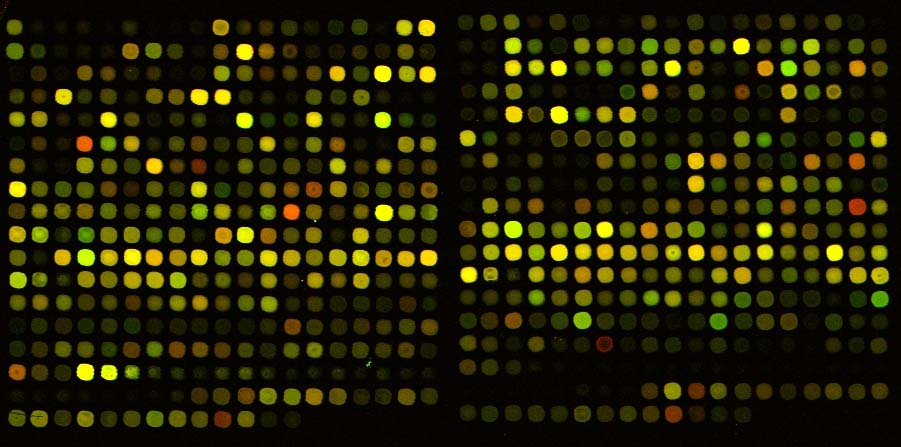
Output from a cDNA microarray used in testing

در فرآیندهای مهندسی ژنتیک DNA مکمل (cDNA) به رشته‌ای از مولکول DNA گفته می‌شود که تحت فعّالیت کاتالیتیک آنزیم رونوشت بردار معکوس از روی رشتهٔ mRNAی بالغ ساخته می‌شود. از DNA مکمل به‌طور عمده به منظور تاگ سازی(کلونینگ) ژنهای هوهسته ای (یوکاریوتی) در سولهای سادهٔ پیش هسته ای (پروکاریوتی) استفاده می‌گردد. cDNA همچنین در رتروویروس‌ها (نظیر ویروس نقص ایمنی اکتسابی – HIV) تحت فعّالیت آنزیم رونوشت بردار معکوس سنتز می‌شود که بعداً از طریق الحاق به ژنوم میزبان (تحت فعّالیت آنزیم اینتگراز) برای تولید پروویروس مورد استفاده قرار می‌گیرد.

## مقدمه
به‌طورکلی در موجودات زنده حین بیان ژن، نخست طی فرآیند رونویسی RNAی پیامبر (mRNA) از روی ژن (که بخشی از DNA است) ساخته می‌شود و در مرحلهٔ بعد طی فرآیند ترجمه در ریبوزوم‌ها از روی RNA، پروتئین ساخته می‌شود. تفاوت حائز اهمّیتی که میان یوکاریوت‌ها و پروکاریوت‌ها در فرآیند بیان ژن ملاحظه می‌شود وجود توالی‌های اینترون و اگزون در رونوشت ژن‌های سلولهای یوکاریوتی است. توالی‌های اینترون توالی‌های غیر کدی (not coding sequences) می‌باشند که پیش از فرآیند ترجمه، طی مرحلهٔ بلوغ RNA حذف می‌گردند. چون سلولهای پروکاریوتی فاقد توالی‌های اینترون هستند نتیجتاً سامانهٔ حذف این توالی‌های غیر کدی نیز در آنها وجود ندارد و از آنجایی که این توالی‌ها برای دستگاه ترجمهٔ سلول پروکاریوتی فاقد معنی هستند، لذا در فرآیند تاگ سازی ژن‌های یوکاریوتی در سلول‌های پروکاریوتی می‌بایستی پیش از الحاق ژنی توالی‌های اینترون حذف گردند و در واقع از DNAای استفاده نمود که فاقد توالی‌های اینترون است.
برای این منظور پیش از وارد نمودن (insert) ژنوم یوکاریوتی به سلول پروکاریوتی در جریان فرآیند تاگ سازی، ابتدا از روی mRNAی بالغ یوکاریوتی تحت فعّالیت آنزیم رونوشت بردار معکوس، DNA ی مکمل ساخته می‌شود و سپس از این cDNA که فاقد توالی‌های اینترون است جهت فرآیند الحاق ژنی استفاده می‌گردد. نکتهٔ حائز اهمّیت این است که لزوم بیان ژن یوکاریوتی در سلول پروکاریوتی وجود پروموتور مناسب این ژن در پلاسمید نوترکیب است.

### سنتز DNAی مکمل
هرچند مکانیسم‌های متعددی جهت سنتز DNA ی مکمل پیشنهاد شده‌است ولی سنتز آن از روی RNAی پیامبر بالغ، با بهره گیری از آنزیم رونوشت بردار معکوس، رایج‌ترین روش جهت تهیّهٔ آن است.
آنزیم ونوشت بردار معکوس ضمن حرکت در امتداد رشتهٔ mRNAی بالغ، دئوکسی ریبونوکلئوتید مکمل هریک از ریبونوکلئوتیدهای mRNA را از طریق برقراری پیوند هیدروژنی مقابل هم قرار می‌دهد و ضمن تشکیل یک رشتهٔ هیبرید نهایتاً منجر به سنتز cDNA می‌گردد.
تهیّهٔ cDNA ی یوکاریوتی که فاقد توالی‌های اینترون است، شامل مراحل زیر می‌باشد:
1. در مرحلهٔ نخست سلول یوکاریوتی با بهره گیری از سامانهٔ رونویسی از روی رشتهٔ DNA، RNA ی پیامبر نابالغ را رونویسی می‌کند.
2. طی فرآیند مشابهی در سلولهای یوکاریوتی، پس از حذف رونوشت‌های اینترون و بلوغ mRNA یک دُم پلی آدنین و کلاهک ۵'-متیل گوانیدین به رشتهٔ mRNA افزوده می‌شود.
3. این ترکیب از رشته‌های RNA ی پیامبر بالغ، از سلول یوکاریوتی استخراج می‌گردد.
4. در مرحلهٔ چهارم پرایمری از پلی تیمیدین در مقابل دُم پلی آدنین از طریق برقراری پیوند هیدروژنی هیبرید می‌گردد. (البته در این مرحله از هر هگزامری با توالی اتّفاقی که بتواند با ناحیه‌ای از mRNA هیبرید گردد، می‌توان استفاده نمود). آنزیم رونوشت بردار معکوس جهت فعّالیت به این قطعه به عنوان پرایمر نیازمند است.
5. ساختار تهیّه شده در مرحلهٔ قبل در معرض فعّالیت آنزیم رونوشت بردار معکوس قرار می‌گیرد.

آنزیم رونوشت بردار معکوس ضمن اسکن نمودن رشتهٔ mRNA با قرار دادن دئوکسی ریبو نوکلئوتید مکمل در مقابل هر نوکلئوتید mRNA نهایتاً منجر به سنتز DNA ی مکمل می‌گردد.

### کاربرد
DNA ی مکمّل به‌طور عمده در فرآیندهای تاگ سازی ژنی کاربرد دارد. همچنین از CDND در کاوشگرهای ژنی نیز استفاده می‌گردد.

### ویروس‌ها
برخی از ویروس‌ها همچنین از DNA ی مکمل جهت سنتز RNA ی پیامبر با بهره گیری از دستگاه ترجمهٔ میزبان به منظور سنتز پروتئین‌های ویروسی استفاده می‌کنند.
```
                                                        (viral RNA → cDNA → mRNA)
```

### لینک به بیرون
- H-Invitational Database
- Functional Annotation of the Mouse database